# 亞洛韋尼區
亞洛韋尼區 （羅馬尼亞語：Ialoveni）是摩爾多瓦中部的一個區，面積783平方公里，首府亞洛韋尼。2004年人口97,704人，當中大部分是摩爾多瓦人（93.5％），其次是羅馬尼亞人（2.7%）、烏克蘭人（1.1％）、俄羅斯人（1.1％）、保加利亞人（1.0％）和加告茲人（0.1%）。